# Pôle espoirs (rugby à XV)
Pour les articles homonymes, voir Pôle espoirs.

Logo des académies pôle espoirs depuis 2019.

Dans le domaine du rugby à XV, un pôle espoir désigne en France les structures de formation destinées aux jeunes joueurs, sous l'égide de la Fédération française de rugby.

## Structure
Implantés sur l'ensemble du territoire français, les pôles espoirs sont destinés à préparer les jeunes joueurs à l'accession au haut niveau.
Chacun des pôles espoirs est intégré au sein d'un établissement scolaire, afin de garantir le suivi en parallèle de la formation scolaire et sportive. Ils sont consacrés aux joueurs âgés entrant dans les catégories « moins de 16 ans », « moins de 17 ans » et « moins de 18 ans »,.
Les pôles sont liés aux centres de formations des clubs professionnels voisins, et permettent aux joueurs de continuer d'évoluer dans leur club d'origine. Ils favorisent l'accès à l'équipe de France des moins de 18 ans.

## Historique
En 2001, les pôles espoirs masculins sont au nombre de 10. Un nouveau centre est créé en 2017 en Nouvelle-Calédonie. Les pôles espoirs féminins sont quant à eux au nombre de 4.
La formule des pôles espoirs doit être remplacée par des académies fédérales et régionales, dans le cadre du projet de réforme de formation établi par la FFR en 2017,. Cette restructuration est effective dès le mois de janvier 2019 : les pôles espoirs sont dorénavant désignés en tant qu'« académie fédérale - pôle espoirs », et leur nombre est augmenté pour mieux couvrir l'ensemble du territoire.

## Liste des pôles espoirs

### Depuis 2019: académies fédérales - pôles espoirs
| \| Agen Aix-en-Provence Bayonne Béziers Brive-la-Gaillarde Clermont-Ferrand Castres Dijon Grenoble Haubourdin La Rochelle Lyon Montpellier Oyonnax Pau Perpignan Rennes Sceaux Talence Toulon Toulouse Vannes \| Localisation des académies fédérales en France métropolitaine. |
| Agen Aix-en-Provence Bayonne Béziers Brive-la-Gaillarde Clermont-Ferrand Castres Dijon Grenoble Haubourdin La Rochelle Lyon Montpellier Oyonnax Pau Perpignan Rennes Sceaux Talence Toulon Toulouse Vannes                                                                      |

Avec la restructuration des pôles espoirs, ces derniers deviennent mixtes, et leur nombre augmente.
Ils sont au nombre de 25 au lancement de la restructuration. Parmi eux, on compte :
- Académie pôle espoirs d'Agen
- Académie pôle espoirs de Bayonne
- Académie pôle espoirs de Béziers
- Académie pôle espoirs de Brive-la-Gaillarde
- Académie pôle espoirs de Castres
- Académie pôle espoirs de Clermont-Ferrand
- Académie pôle espoirs de Dijon
- Académie pôle espoirs de Grenoble
- Académie pôle espoirs d'Haubourdin
- Académie pôle espoirs de Lakanal
- Académie pôle espoirs de La Rochelle
- Académie pôle espoirs de Lyon
- Académie pôle espoirs de Montpellier
- Académie pôle espoirs de Nouméa
- Académie pôle espoirs de Pau
- Académie pôle espoirs de Perpignan
- Académie pôle espoirs de Rennes
- Académie pôle espoirs de Talence
- Académie pôle espoirs de Toulouse « F »
- Académie pôle espoirs de Toulouse « G »
- Académie pôle espoirs de Vannes

À la rentrée 2019, trois nouvelles académies sont ouvertes :
- Académie pôle espoirs d'Aix-en-Provence[11]
- Académie pôle espoirs d'Oyonnax[12]
- Académie pôle espoirs de Toulon[11]

### De 2001 à 2019: pôles espoirs
| \| Bayonne Béziers Dijon Hyères Issoire Lille Rennes Sceaux Talence Toulouse Tours Ussel Villefranche-sur-Saône \| Localisation des pôles espoirs en France métropolitaine. |
| Bayonne Béziers Dijon Hyères Issoire Lille Rennes Sceaux Talence Toulouse Tours Ussel Villefranche-sur-Saône                                                                |

Les pôles espoirs sont divisés en deux catégories, certains étant destinés à la formation des joueurs masculins, tandis que d'autres le sont pour les joueuses féminines, :
- Pôle espoirs masculin de Bayonne
- Pôle espoirs masculin de Béziers
- Pôle espoirs masculin de Dijon
- Pôle espoirs masculin de Hyères
- Pôle espoirs féminin d'Issoire
- Pôle espoirs féminin de Lille
- Pôle espoirs masculin de Nouvelle-Calédonie
- Pôle espoirs féminin de Rennes
- Pôle espoirs masculin de Sceaux
- Pôle espoirs masculin de Talence
- Pôle espoirs féminin de Toulouse
- Pôle espoirs masculin de Toulouse
- Pôle espoirs masculin de Tours
- Pôle espoirs masculin d'Ussel
- Pôle espoirs masculin de Villefranche-sur-Saône